# Saurá
O saurá (Phoenicircus carnifex) é uma ave passeriforme, da família Cotingidae, encontrada em parte da Amazônia e no estado brasileiro do Maranhão. A espécie chega a medir até 21 cm de comprimento, com plumagem geral vermelha e secundárias pardas; a fêmea é esverdeada no dorso e acinzentada na garganta e peito. Também é conhecida pelos nomes de anambé-raio-de-sol-pequeno, araciuirá, papa-açaí, saurá-fogo e uiratatá.